# New London (Texas)
New London è una città della contea di Rusk, Texas, Stati Uniti. La popolazione era di 998 abitanti al censimento del 2010.
New London originariamente si chiamava "London". Poiché nella contea di Kimble già esisteva un ufficio postale chiamato London, la città cambiò nome in "New London" nel 1931.

## Geografia fisica
Secondo l'Ufficio del censimento degli Stati Uniti, ha una superficie totale di 8,61 mi² (22,30 km²).

## Storia
Il 18 marzo 1937, nell'esplosione della New London School morirono 294 persone (di cui la maggior parte erano bambini). A seguito del disastro, il Texas ha approvato leggi che richiedono la miscelazione del gas naturale con un maleodorante per avvisare tempestivamente di eventuali perdite. Quasi subito gli altri stati presero d'esempio. Alla fine, il maleodorante nel gas naturale è diventato un requisito legale negli Stati Uniti.

## Società

### Evoluzione demografica
Secondo il censimento del 2010, la popolazione era di 998 abitanti.